# 怪物 (史蒂芬·克莱恩)

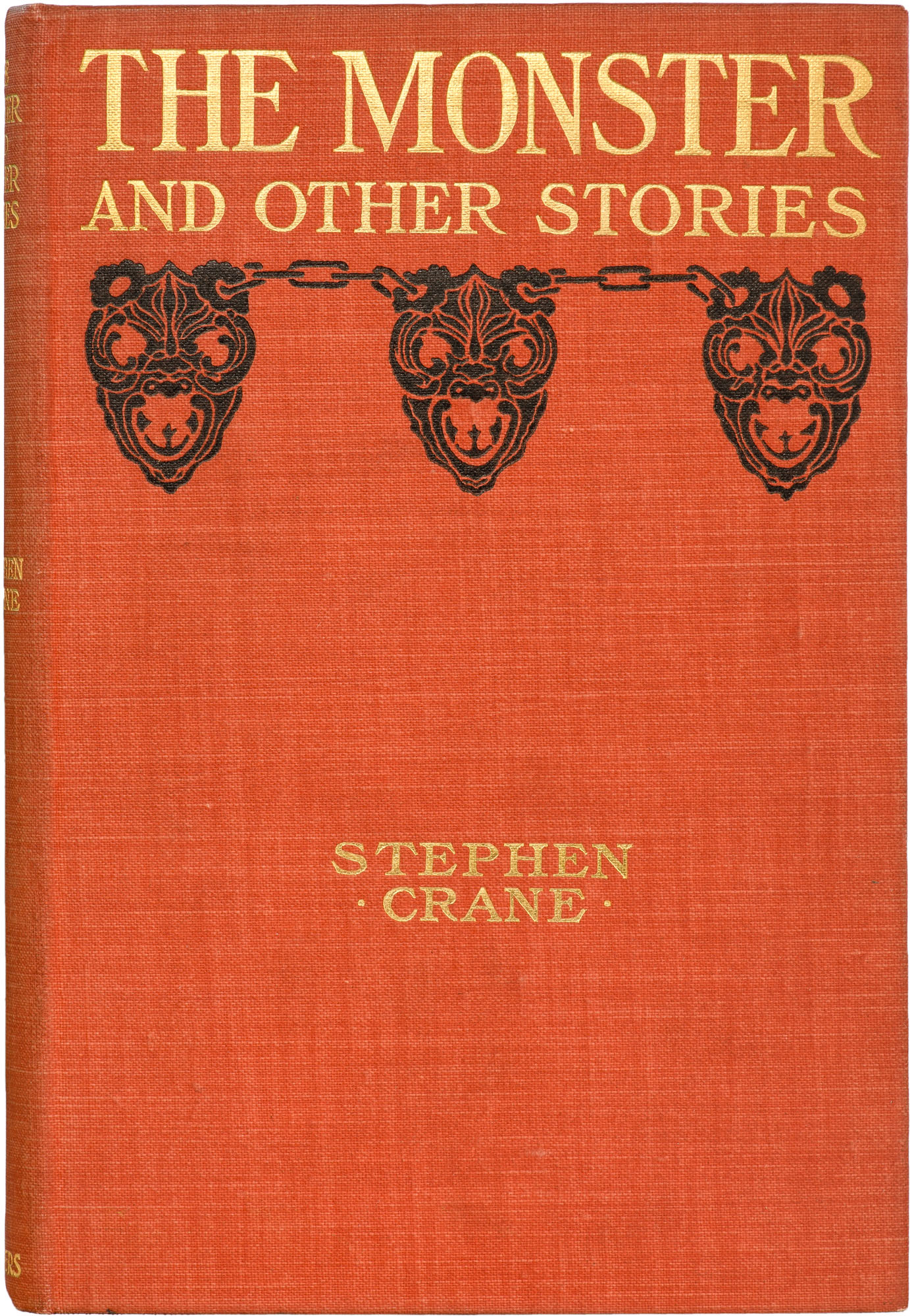
第一版的 《怪物和其他的故事》，发表于1899年

《怪物》是一篇1898年出版的，由美国作家史蒂芬·克莱恩（1871年-1900年）所著的中篇小说。这一故事发生在纽约一座名为惠隆维尔的虚构城镇。故事的主要情节是一位受雇于特雷斯科特医生的非裔美国教练亨利·约翰逊，因在一场火灾中救出被困的特雷斯科特之子而不幸毁容。当亨利被镇上的居民称为“怪物”时，特雷斯科特发誓要给亨利容身之地并照顾他，从而导致他的家人被社区排除在外。这部中篇小说反映了19世纪美国巨大的社会贫富落差和紧张的种族关系。 
克莱恩年轻时曾和他的家人在纽约杰维斯港住过几年，因此那个惠隆维尔小镇就是基于纽约杰维斯港而虚构的。克莱恩还把这个虚构的小镇应用在他另外的14个故事里。虽然现代评论家把这篇故事和一个1892年于杰维斯港口被处私刑的非裔美国男人罗伯特·里维斯联系在一起，但是，人们认为，克莱恩这篇故事的灵感来源于当地几个同样毁容的男人。这部中篇小说于1898年8月首次发表在《哈泼斯杂志》上，研究了小城镇里人们的偏见，恐惧和孤立现象。一年以后，这个故事被收录于克莱恩生前出版的最后一部作品集《怪物和其他故事》中。 
与克莱恩以前的两部主要作品（《玛吉：街头女孩》和《红色英勇勋章》）相比，《怪物》的写作风格更精确、戏剧性更弱，并且其范围和长度也不同于其他发生在惠洛姆维尔镇的故事。《怪物》的主题包括了对怪物、畸形、种族以及宽容的矛盾性研究。虽然当代评论家对这部中篇小说和作品集的评价好坏参半，但如今《怪物》被认为是克莱恩最好的作品之一。

## 背景和写作
1897年6月，克莱恩和他的长期伴侣科拉·泰勒一起居住在英国奥克斯特德时开始创作《怪物》。  受生活所迫，他拼命工作，为英国和美国市场都撰写过大量文章。他后来说，因为他当时迫切需要资金，所以《怪物》是在“巨大的需求刺激下”所诞生。 同年8月，克莱恩和科拉去肯利的霍内菲尔德拜访朋友哈罗德·弗雷德里克及其情妇凯特·里昂时，在一次交通事故中受伤了。经过一个星期的休养后，克莱恩和科拉跟随着他朋友夫妇前往爱尔兰度假，在那里，克莱恩完成了这个故事。

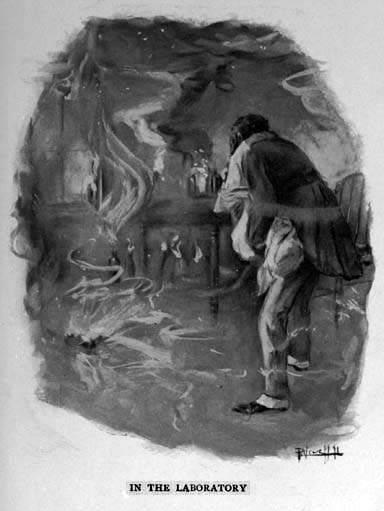
彼得·纽厄尔所画的，亨利·约翰逊背着吉米穿过燃烧的房屋的插图

《怪兽》是克莱恩第一部以虚构的惠洛姆维尔镇为特色的小说；这一小镇最终被设为14个故事的背景。其中有13个都出现在1900年的《惠洛姆维尔故事集》中。 该镇的原型是作者6岁到11岁曾经生活过的城市---纽约杰维斯港。  尽管克莱恩和他的母亲于1880年搬到了新泽西州的阿斯伯里帕克，但是，直至1896年，他经常和他的哥哥和杰维斯港的居民威廉·豪·克兰呆在一起。  克莱恩曾向他的出版商表示，尽管他在创作《怪物》时很乐意把杰维斯港作为灵感来源，但他还是急于去确保以前家乡的居民不会在虚构的“惠洛姆维尔镇”中认出自己就是人物原型。 当撰写克莱恩传记的作家托马斯·比尔声称将亨利·约翰逊的原型追溯到杰维斯港一个名为莱维·休姆的团队成员时， 克莱恩的侄女埃德娜·克兰·西德伯里则认为，克莱恩这个角色的创作及其毁容的设定是受到了当地一个，因癌症毁容的，收废品的人的影响。  在《黑色弗兰肯斯坦：美国人的隐喻》一书中，作者伊丽莎白·杨推测，克雷恩可能也受到了一些流行的畸形秀表演者的启发，比如真名为威廉·亨利·约翰逊的“钉子头兹普”和真名为约瑟夫·梅里克的“大象人”。 除此之外克莱恩也有可能在亨里克·易卜生的作品《人民公敌》中找到了关于主题的灵感；这部戏剧讲述的是一位医生发现自己被他生活的社区排斥的故事，此戏剧于1882年就首次出版，但它直至19世纪90年代中期才在美国广受欢迎。 
现代评论家还把这部中篇小说的种族分裂主题与杰维斯港历史上的一个暴力事件联系起来。1892年6月2日，一位名叫罗伯特·刘易斯的非裔美国人因涉嫌袭击一名当地白人妇女而被处以私刑。  在前往杰维斯港监狱的路上，刘易斯遭到一伙当地白人男子袭击，他们把他拖进镇子，殴打他，并将他吊死在树上。  威廉·豪·克莱恩就曾住在私刑发生的地方，他和警察局局长都是当时为数不多的试图干预的人之一。 虽然史蒂芬·克莱恩不在场，但当时《杰维斯港公报》和《纽约论坛报》上都有详细的报道，而且他还为《纽约论坛报》撰稿了。  《杰维斯港公报》将刘易斯遭受私刑一事定为“杰维斯港有史以来最可耻的一幕”。后来维权人士伊达·B·威尔斯发起了一场调查这起谋杀案以及认为刘易斯是被陷害的广泛理论的运动。  在1882年至1899年间，美国各地报告的1134起私刑中，刘易斯是纽约唯一一个被私刑处死的黑人。 
克莱恩最初把他21000多字的手稿连同其他几部作品，包括《新娘来到黄天镇》一起寄给了麦克卢尔。但是，将近一年过去了，这部手稿还是没有出版。  在最终遭到麦克卢尔拒绝后，《怪物》出现在了1898年8月出版的《哈泼斯杂志》上，并附有彼得·纽厄尔的插图。  一年后，《怪物》在美国由哈珀兄弟出版社出版在一本名为《怪物与其他故事》的作品集中。该作品集中还包括了克莱恩的另外两部作品《蓝色酒店》和《他的新手套》。1901年，《怪物》的第一本英国版问世，且包括了新增的四个故事。 

## 情节摘要
年轻的吉米·特雷斯科特因在自家院子里玩耍时损坏了芍药花而被父亲内德·特雷斯科特医生训诫，之后，他拜访了他家的车夫亨利·约翰逊。亨利被形容为“一个非常英俊的黑人”，“以平易近人，在市郊享有盛名而闻名”。 他对吉米很友好。那天晚上，亨利穿着时髦，在镇上闲逛。在他在去拜访贝拉·法拉古特的路上---那是个年轻而又让自己着迷的姑娘，遭到了朋友起哄的嘘声和当地白人男子的嘲笑。 

当晚，一大群人聚集在公园里听乐队演奏。突然，附近工厂响起了汽笛声，提醒镇上的居民镇上第二区发生了火灾；人们聚集在消防车里，朝着火势蔓延的特雷斯科特医生家驶去。在这场大火中一名邻居救出了特雷斯科特夫人，但他找不到被困在里面的吉米。突然亨利从人群中冲出并迅速跑进屋子，发现了在卧室里安然无恙的吉米。而亨利因为无法原路撤回，所以抱着裹着毯子的吉米，去到了医生的实验室，那里有通往外面的隐蔽楼梯。然而，他发现火把这条出路也堵住了，后来他晕倒在了特雷斯科特医生的办公桌旁。在那附近的一排罐子由于高温被震碎，熔化的化学物质溅到了亨利仰起的脸上。 
 特雷斯科特医生回到家，发现他的房子着火了；在妻子歇斯底里地告诉他吉米还在里面之后，他冲进了实验室的隐藏通道。在那儿，他发现吉米被裹在毯子里，然后就把吉米背到了外面。特雷斯科特医生听说亨利还在屋里之后，试图再次进去，但被火势挡住了。这时另一个男人走进屋子，带着那个原来是亨利·约翰逊，但已被烧的不成人样的“东西”出来了。吉米和亨利被带到街对面的丹尼·哈根索普法官的家里接受治疗。但是，当人们认为特雷斯科特医生和吉米会幸存下来时，亨利却被宣布彻底死亡了；随后，镇上的人们将他视为英雄并进行哀悼。 
然而，亨利·约翰逊在特雷斯科特医生无微不至的照顾下幸存了下来。特雷斯科特医生由于感激他救了儿子性命，所以对他进行了治疗。哈根索普，一个镇上的主要人物，力劝特雷斯科特放任亨利死，说他“以后会是一个怪物，一个完美的怪物，他的大脑还可能会受到影响。没有人比我更了解你了，我知道这只是关乎你的良心问题。但是，我的朋友，恐怕这是一个道德方面的错误。”  最终特雷斯科特决定把亨利转移到一个当地的黑人家庭去。亨利毁容了，他的心灵也受到了伤害。但是，亨利的出现也同样对那个家庭造成了困扰，因此，他又被转移到了另一个地方。一天晚上，亨利潜逃了，还拜访了镇上的许多人。这使他的邻居们，包括贝拉·法拉古特惊恐万分。他还试图去追求她，仿佛时间还停留在他们上次见面的时候。由于亨利在哪里都不受欢迎，他最终搬到了特雷斯科特家新建的马车房里。尽管特雷斯科特医生保护着亨利，但镇上的人却给亨利打上了怪物的烙印。他们也因此躲避特雷斯科特和他家人。虽然吉米以前是亨利的朋友，但他现在不仅嘲笑亨利，还打趣地问他的朋友敢不敢靠近这个毁容的人。特雷斯科特曾经是惠洛姆维尔镇的首席医生，但如今他的名声受到了很大的影响。他的妻子也一样，她已经不再接待来访者了。